# Pseudolabrus rubicundus
Pseudolabrus rubicundus és una espècie de peix de la família dels làbrids i de l'ordre dels perciformes.

## Morfologia
Les femelles poden assolir els 20 cm de longitud total.

## Distribució geogràfica
Es troba al sud d'Austràlia (des del sud d'Austràlia Occidental fins a Nova Gal·les del Sud, incloent-hi Tasmània).